# Laxmannia morrisii
Laxmannia morrisii är en sparrisväxtart som beskrevs av Gregory John Keighery. Laxmannia morrisii ingår i släktet Laxmannia och familjen sparrisväxter.
Artens utbredningsområde är Tasmanien. Inga underarter finns listade i Catalogue of Life.